# 挡校门事件
挡校门事件（英語：Stand in the Schoolhouse Door）发生于1963年6月11日的美国亚拉巴马大学福特斯礼堂，事情起因是时任亚拉巴马州州长的乔治·华莱士为了恪守自己的竞选承诺“今天种族隔离，明天种族隔离，永远种族隔离！”，试图不讓学校取消种族隔离制度。为具体兑现诺言，乔治·华莱士站在福特斯礼堂门前，试图阻止薇薇安·馬龍·瓊斯和詹姆斯·胡德这两名黑人学生向学校报到。
为回应这一事件，约翰·肯尼迪总统签署了第11111号总统行政令，将阿拉巴马州国民警卫队置于联邦管控之下，并要求华莱士从道路上让开。华莱士随即发表了一篇有关州权的演讲，但最终还是让开了道路使两名黑人学生顺利报到。此事件发生后，乔治·华莱士迅速受到了全美媒体的关注。

## 事件背景
1954年5月17日，美国最高法院判决了布朗诉堪萨斯州托皮卡市教育委员会案。此案件的原告指控在公立学校采取种族隔离制度是违反宪法的。
此案件的宣判意味着阿拉巴马大学必须废除学校内的种族隔离制度。在随后的几年中，数百名非洲裔黑人学生申请入学，但都遭到校方拒绝。学校以学生没有资格入学为由拒绝入学申请，有时还恐吓申请入学的黑人学生。但在1963年，三名非洲裔黑人薇薇安·马龙·琼斯，詹姆斯·胡德和大卫·麦格特里不畏人们的威胁，成功的申请了入学。6月初，一位联邦法官命令学校承认这三名黑人学生，并禁止州长华莱士干扰其入学。

## 事件经过

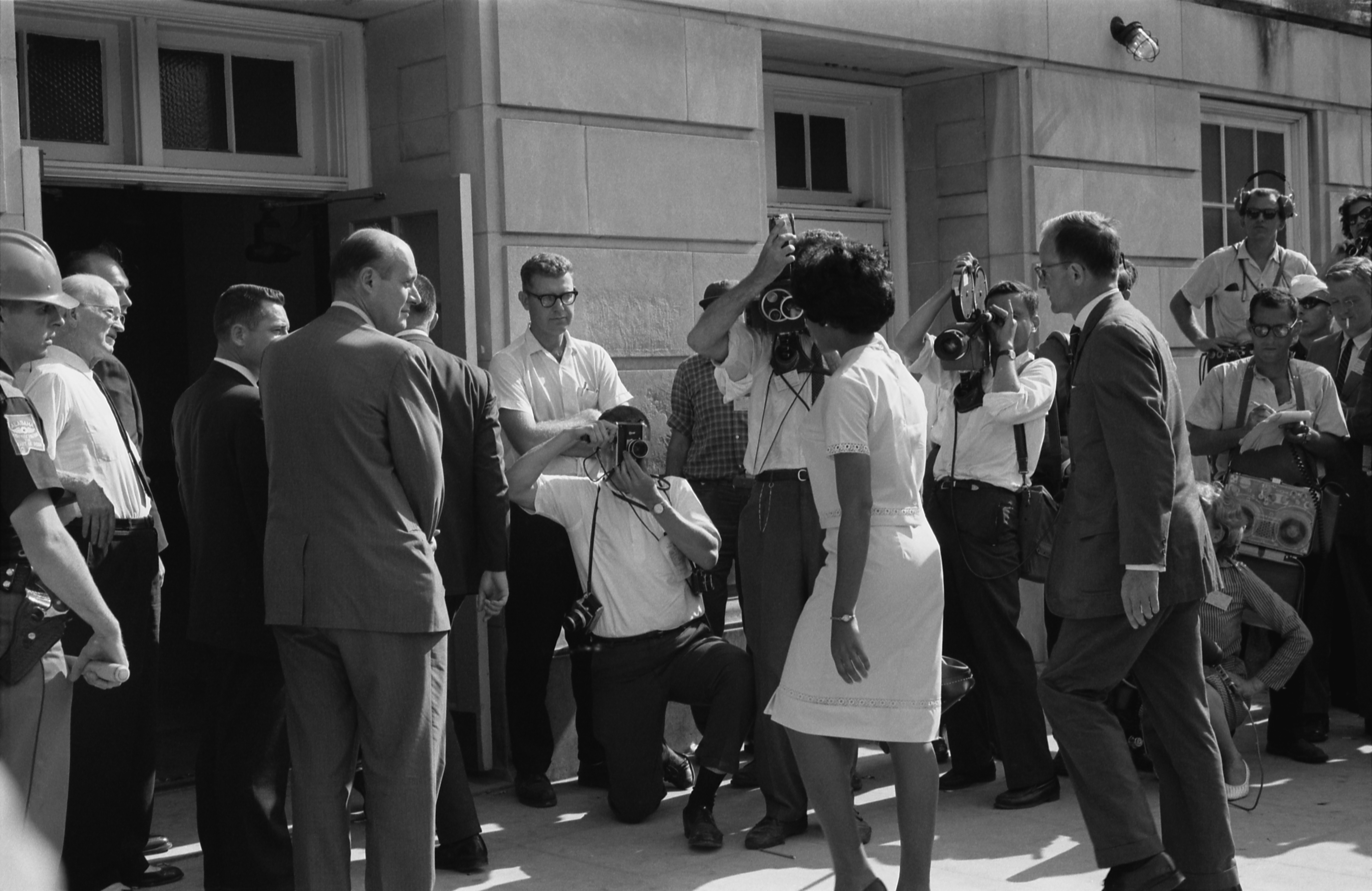
薇薇安·马龙·琼斯抵达亚拉巴马大学准备報到登记。

6月11日，马龙和胡德前来学校报到登记。华莱士为了兑现他的竞选承诺，在大批媒体的围观下，堵住了福斯特礼堂的入口。約翰·甘迺迪總統對此進行了干預。
随后，在联邦法警的陪同下，美國司法部助理部長尼古拉斯·卡岑巴赫也来到了礼堂门口。卡芩巴赫告诉华莱士靠边点站，但华莱士拒绝移动，并且发表了一篇关于州权理论的演讲。亨利·格雷厄姆将军则对华莱士说：“先生，在合众国总统的命令之下，我得到一个十分让人悲哀的职责：请你让开。”（Sir, it is my sad duty to ask you to step aside under the orders of the President of the United States.）。华莱士演讲完毕后，才让开了入口的位置，马龙和胡德最后得以进行报到和登记。

## 事後
申請入學的三名黑人學生中，琼斯和胡德因上述事件得以順利入學，麦格特里則在此事件發生後正常入學。
喬治·華萊士聲名大噪，于1968年美國總統選舉獨立參選，退出民主黨，代表南方民主黨人及保守勢力參選。

## 相關作品
由羅伯特·德魯製作的1963年紀錄片《面对危机的总统》詳細描述了整個事件的來龍去脈。
由羅拔·湛米基斯執導的電影《阿甘正传》（Forrest Gump）亦涉及挡校门事件，且電影主角阿甘亦在事件中出現。
由約翰·弗蘭肯海默執導的電影《喬治·華萊士》主要講述喬治·華萊士的政治生涯。此電影亦描述了挡校门事件的大概經過。